# Детективний клуб
Детективний клуб, Клуб детективістів (англ. Detection Club) — організація англійських письменників, авторів детективного жанру. Створений в Лондоні в 1920-х роках, існує донині.

## Історія
Детективний клуб був створений у 1920-х роках групою відомих авторів детективного жанру, до якої входили: Агата Крісті, Дороті Сеєрс, Гілберт Честертон, Фрімен Віллс Крофтс, Ентоні Берклі, Едмунд Бентлі, Артур Моррісон, Рональд Нокс, Марджері Аллінґем, Найо Марш, Гледіс Мітчелл, Ентоні Ґілберт і Сиріл Хейр. Члени клубу зустрічалися і обмінювалися листами, обговорюючи технічні аспекти своєї роботи. Крім того, вони зобов'язалися дотримуватися правила написання детективів. Фактично правила були сформульовані Рональдом Ноксом у книзі «Десять заповідей детективного роману». Честертон ніколи не брав їх до уваги, Агата Крісті порушила одне з них у романах «Убивство Роджера Екройда» і «Нескінченна ніч»
Під егідою клубу було випущено низку книг, авторами яких виступали відразу кілька членів клубу («Останнє плавання адмірала», «Шестеро проти Скотленд-Ярду», «Запитайте полісмена» та інші)
Клуб в тій чи іншій формі продовжує існувати і в наші дні.

## Почесні голови клубу
- Гілберт Честертон (1930—1936)
- Едмунд Бентлі[ru] (1936—1949)
- Дороті Сеєрс (1949—1957)
- Агата Крісті (1957—1976; в період 1958—1965 співголовою був лорд Рональд Горелл)
- Джуліан Сімонс (1976—1985)[1]
- Генрі Кітінг (1985—2000)
- Саймон Бретт[en] (2000—2015)
- Мартін Едвардс[ru] (з 2015)[2]